# Frohes Volk, vergnügte Sachsen
Frohes Volk, vergnügte Sachsen (in tedesco, "Popolo felice, Sassonia contenta") BWV Anh 12 è una cantata di Johann Sebastian Bach.

## Storia
Pochissimo si sa di questa cantata. Venne composta per festeggiare l'onomastico del re Augusto III. Il testo, suddiviso in cinque movimenti, è di Christian Friedrich Henrici. La musica è andata interamente perduta.